# Джаґат Сінґх (магараджа Джайпуру)
Джаґат Сінґх (гінді जगत सिंह; 1786 —21 листопада 1818) — магараджа Джайпуру у 1803—1818 роках. Відомий також як Джаґат Сінґх II.

## Життєпис
Походив з династії Качваха. Син Пратап Сінґха. Спадкував владу 1803 року. Невдовзі почав зближення з Ясвант Рао I Холкаром, магараджею Індаура, для зменшення залежності від Даулат Рао Скіндії, магараджею Гваліора. 12 грудня 1803 року уклав наступальний і оборонний союз з Британською ост-Індською компанією, яка під час війни з маратхами здобула на той час низку перемог.
Водночас разом з Ясвант Рао I виступив проти Ман Сінґха, магараджи Марвару, при цьому вимагаючи від Бгім Сінґха, магарани Мевару, видати за себе доньку останнього — Крішну Кумарі. Зрештою це призвело до повноцінної війни між Марваром і Джайпуром. 1806 року спільно з Бгім Сінґхом, магаранею Меврау, і Сурат Сінґхом, магараджею Біканеру, намагався повалити Ман Сінґха, проте союзники в битві біля Мехрангарху зазнали цілковитої поразки.
1808 року Даулат Рао Скіндія вдерся до Джайпуру, завдавши поразки Джаґат Сінґху. В результаті останній знову визнав зверхність гваліору. 1810 року Бгім Сінґх зазнав поразки від Мухаммад Амір-хан, наваб Тонку, союзника Марвару. Разом з тим загони піндарі (найманців), які орієнтувалися на Амір-хана сплюндрували значні територіх Джайпурського князівства. За цих обставин вів запеклу боротбу з ними. Поразки мартахів у третій війні з британцями дозволило Джаґат Сінґху укласти субсідіарний договір, чим фактично визнано протекторат Британської Ост-Індської компанії. Через 9 місяців магараджа помер за підозрілих обставин без жодних медичних проблем. Йому спадкував син Джай Сінґх III.

## Культурна діяльність
Був покровителем мистецтв і ремесел, дуже цікавився спортом і літературою. Зберігала значення джайпурська школа живопису. Художник Сахіб Рам написав портрет магараджи у натуральну величину.